# دوقية جيتا

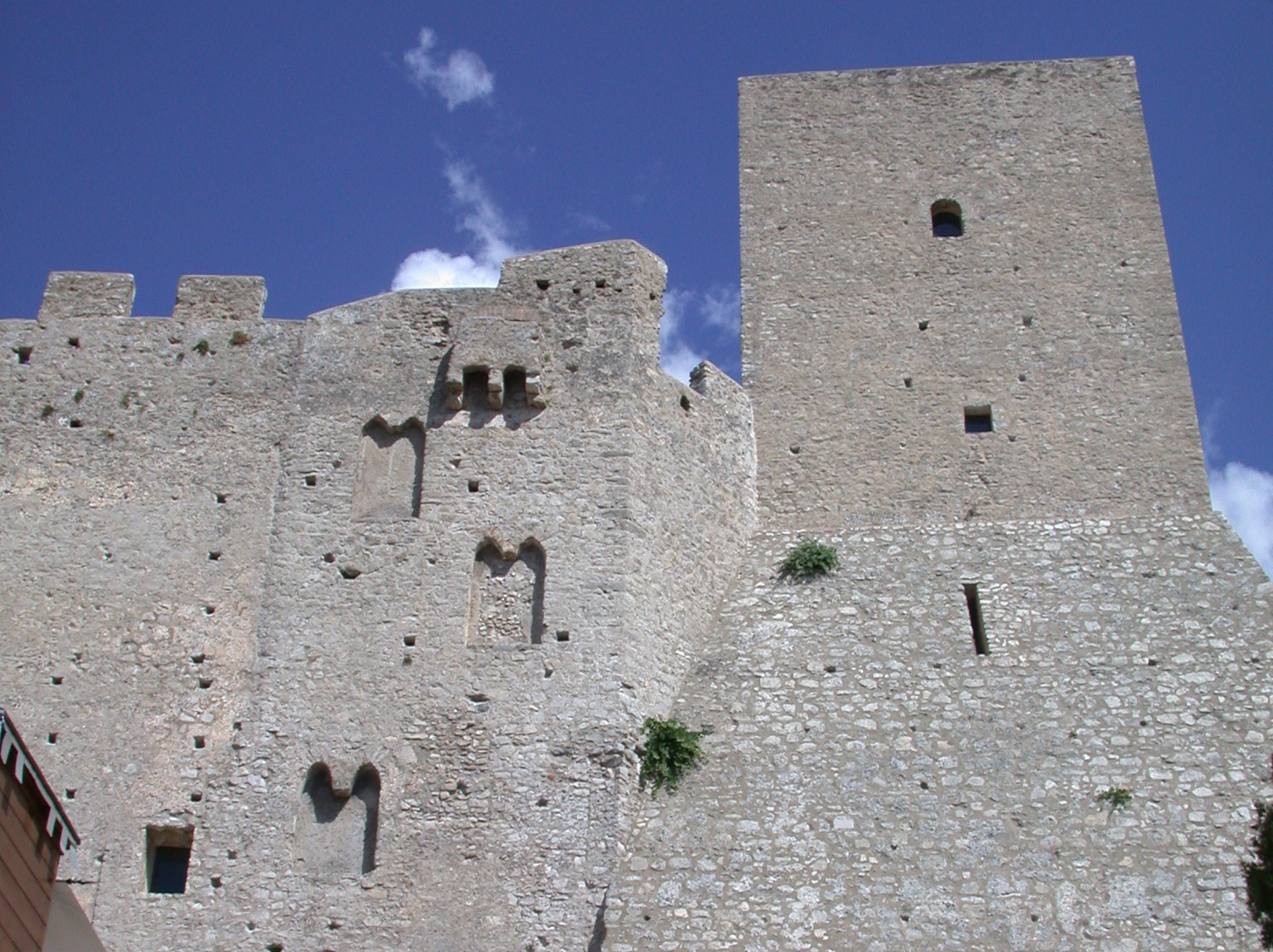
برج قلعة إتري المربع.

دوقية جيتا كانت دولة في بدايات القرون الوسطى في مدينة جيتا الجنوبية الساحلية الإيطالية. بدأت في القرن التاسع الميلادي حيث بدأ المجتمع المحلي بالنمو كقوة مستقلة بسبب تراجع البيزنطيين في البحر المتوسط وشبه الجزيرة الإيطالية وذلك بفضل النزاع مع اللومبارد والمسلمين.